# Obereopsis villiersi
Obereopsis villiersi är en skalbaggsart som beskrevs av Pierre Lepesme och Stefan von Breuning 1953. Obereopsis villiersi ingår i släktet Obereopsis och familjen långhorningar. Inga underarter finns listade i Catalogue of Life.